# Mikkel Bjørge
Lars-Mikkel Bjørge (21 aprile 1986) è un ex sciatore alpino norvegese.

## Biografia
Originario di Fåvang di Ringebu e attivo in gare FIS dal novembre del 2001, in Coppa Europa Bjørge esordì il 10 febbraio 2003 a Oberjoch in slalom speciale (37º) e ottenne il miglior piazzamento il 6 dicembre 2004 a Valloire in slalom gigante (6º). In slalom speciale nella stagione successiva ai Mondiali juniores del Québec vinse la medaglia d'oro e debuttò quindi in Coppa del Mondo, il 18 marzo durante le finali di Åre senza completare quella che sarebbe rimasta l'unica gara di Bjørge nel massimo circuito internazionale.
Prese per l'ultima volta il via in Coppa Europa il 14 gennaio 2007 a Donnersbachwald in slalom speciale, senza completare la gara, e si ritirò al termine di quella stessa stagione 2006-2007; la sua ultima gara fu uno slalom speciale FIS disputato il 10 aprile a Hovden e chiuso da Bjørge al 2º posto. In carriera non prese parte a rassegne olimpiche o rassegna iridate.

## Palmarès

### Mondiali juniores
- 1 medaglia:
  - 1 oro (slalom speciale a Québec 2006)

### Coppa Europa
- Miglior piazzamento in classifica generale: 97º nel 2005